# بخش تیوکالینسکی
بخش تیوکالینسکی (به لاتین: Tyukalinsky District) یک منطقهٔ مسکونی در روسیه است که در استان اومسک واقع شده‌است.